# Jennifer Syme
Jennifer Maria Syme (7. prosince 1972 – 2. dubna 2001) byla americká herečka, osobní asistentka a manažerka nahrávací společnosti.
V roce 1998 navázala vztah s hercem Keanu Reevesem, který skončil počátkem roku 2000 po potratu jejich nenarozené dcery. Jennifer Syme zemřela 2. dubna 2001 při autonehodě ve věku 28 let. Stalo se tak krátce poté, co se s Reevesem dala znovu dohromady.

## Životopis
Narodila se v kalifornském městě Pico Rivera, ale vyrůstala v Laguna Beach. Jejími rodiči byli Maria St. Johnová a vysloužilý dálniční policista Charles Syme. Rozvedli se krátkou dobu po jejím narození.
Když měla nastoupit na střední školu, tak se s matkou přestěhovala do Los Angeles, kde se nadchla do filmu. Zejména pro filmy Davida Lynche. Později získala práci v Lynchově společnosti Asymmetrical Productions, kde začala jako stážistka. Pracovala zde pět let. Seznámila Lynche s mnoha hudebníky, jejichž hudbu používal ve svých projektech.
Rovněž se věnovala herectví a Scott Coffey ji obsadil v pěti nezávislých krátkých filmech. Později se stala zaměstnankyní hudebního vydavatelství. Pracovala také jako osobní asistentka kytaristy Davea Navarra ze skupin Jane's Addiction a později Red Hot Chili Peppers.
V roce 1997 si zahrála malou roli ve filmu Lost Highway.
V roce 1998 potkala amerického herce Keanu Reevese a následně s ním navázala vztah. Nedlouho poté otěhotněla. Na Štědrý den v roce 1999 avšak v osmém měsíci těhotenství potratila. Několik týdnů poté se pár rozdělil. Znovu dohromady se dali v roce 2001.
V době své smrti chodila na kurzy režie na kalifornské univerzitě.

### Smrt
V noci 1. dubna 2001 se zúčastnila večírku v domě amerického hudebníka Marilyna Mansona. Krátce před svítáním ji odvezl domů jiný host večírku. Následně se na tento večírek autem znovu vracela. Svým vozem Jeep Grand Cherokee najela do řady zaparkovaných aut na Cahuenga Boulevard v Los Angeles. Nebyla připoutána a během nehody narazila do předního skla a na místě zemřela. Bylo jí 28 let.
Její rakev na pohřbu nesli Keanu Reeves, Dave Navarro, Scott Coffey, Scott Ian a David Lynch. Pohřbena byla vedle své dcery na hřbitově Westwood Village Memorial Park v Los Angeles. David Lynch jí věnoval svůj film Mulholland Drive z roku 2001.
Vyšetřování prokázalo, že nebyla připoutaná bezpečnostním pásem. V době srážky byla pod vlivem alkoholu. V autě byl rovněž nalezen bílý prášek a dvě lahvičky s léky na předpis. Jednalo se myorelaxans a antikonvulzivum. Podle její matky trpěla depresemi způsobené nedávným potratem.
V dubnu 2002 její matka zažalovala Marilyna Mansona za neúmyslné usmrcení. Tvrdila, že její dceři podal různá množství zakázaných látek a nechal ji řídit motorové vozidlo v nezpůsobilém stavu. Manson odmítl odpovědnost a prohlásil, že žaloba je zcela neopodstatněná. Případ byl v květnu 2003 zamítnut.

## Filmografie
- Lost Highway (1997)
- Ellie Parker (2005)